# The Seventh Coin
Pour plus de détails, voir Fiche technique et Distribution.
The Seventh Coin est un film américano-israélien réalisé par Dror Soref, sorti en 1993.

## Fiche technique
- Titre : The Seventh Coin
- Réalisation : Dror Soref
- Scénario : Dror Soref, Michael Lewis et Howard Delman
- Photographie : Avraham Karpick
- Musique : Misha Segal
- Pays d'origine : États-Unis - Israël
- Date de sortie : 1993

## Distribution
- Alexandra Powers : Ronnie
- Navin Chowdhry : Salim
- Peter O'Toole : Emil Saber
- John Rhys-Davies : Capitaine Galil
- Ally Walker : Lisa
- Jill Novick : Brenda
- Whitman Mayo : Propriétaire du magasin du coin de la rue